# NGC 3308
NGC 3308 és una galàxia lenticular amb una barra feble situada a uns 174 milions d'anys llum de distància a la constel·lació de l'Hidra Femella. NGC 3308 va ser descoberta per l'astrònom John Herschel el 24 de març de 1835. És un membre del cúmul d'Hidra.